# اسکوبا دایوینگ اینترنشنال
اسکوبا دایوینگ اینترنشنال به انگلیسی Scuba Diving International یا(SDI) سازمانی آموزش و آژانس صدور گواهینامه غواصی می‌باشد. این سازمان بخشی از سازمان آموزش غواصی فنی یا TDI است.
SDI که در سال ۱۹۹۸ یا ۱۹۹۹ راه اندازی شد، این سازمان بخشی از سازمان آموزش غواصی فنی با نام TDI است. بدین ترتیب SDI توسط متخصصان غواصی از حوزه غواصی فنی ایجاد شد. در منظر سازمان TDI این بود چیزی که سایر آژانس‌های صدور گواهینامه غواصی ورزشی نداشتند. آموزش غواصی تفریحی را از طریق دیدگاه غواصان فنی باتجربه ارائه کند.
SDI تنها آژانس آموزشی غواصی است که دانشجویان را به داشتن کامپیوتر غواص در طول تمامی دوره‌های آموزش غواصی ملزم می‌نماید. همچنین SDI در میان سازمان‌های آموزشی غواص ورزشی، اولین سازمانی است که گواهینامه غواصی سولو (انفرادی) را ارائه کرد و آموزشهایی برای آن ارائه داد. در سایر سازمانهای بزرگ آموزش غواصی و طبق استانداردهای غواصی جهانی، در تمام اوقات غواصی فقط به همراه دیگران و به صورت گروهی مجاز می‌باشد.
SDI عضو RSTC ایالات متحده، RSTC کانادا و RSTC اروپا است
SDI و سیستم‌های آموزش TDI از گواهینامه EUF در سال ۲۰۰۶ با گواهینامه S EUF CB 2006002 گواهینامه CEN را به دست آوردند و در حال حاضر تا سال ۲۰۲۲ گواهی دارند.
SDI عضو شورای جهانی آموزش غواصی تفریحی است. SDI عضو RSTC ایالات متحده، RSTC کانادا و RSTC اروپا است
SDI و سیستم‌های آموزش TDI از گواهینامه EUF در سال ۲۰۰۶ با گواهینامه S EUF CB 2006002 گواهینامه CEN را به دست آوردند و در حال حاضر تا سال ۲۰۲۲ گواهی دارند.